# Jakob Karl Ernst Halm
Jakob Karl Ernst Halm, auch Jacob Karl Ernst Halm (* 30. November 1866 in Bingen am Rhein; † 17. Juli 1944 in Stellenbosch) war ein deutsch-britischer Astronom, der vor allem in Schottland und Südafrika tätig war.

## Leben und Wirken
Halm studierte an den Universitäten in Gießen, Berlin und Kiel. In Kiel wurde er 1890 in Mathematik mit einer Arbeit über lineare Differentialgleichungen promoviert.
Seine wissenschaftliche Laufbahn begann er 1889 als Assistent an der Sternwarte Straßburg. 1895 wechselte er auf Einladung des Astronomer Royal for Scotland Ralph Copeland an das 1894 gegründete Royal Observatory Edinburgh, wo er zwölf Jahre lang arbeitete und sich als Astronom einen Namen machte.
Er veröffentlichte unter anderem eine Reihe von Aufsätzen über Beobachtungen von Kometen und widmete sich dann zunehmend der Sonnenforschung, so der Untersuchung des Einflusses der Sonnenaktivität auf die Erde. Er gehörte zu den ersten Astronomen, die mit einem speziellen Spektroskop (Spektroheliograf) die Rotationsgeschwindigkeit der Sonne und die Radialgeschwindigkeit von Sternen genau bestimmen konnten. Für seine Arbeiten über Spectroscopic Observations of the Rotation of the Sun und Some Further Results obtained with the Spectroheliometer wurde er mit dem Makdougall-Brisbane Prize der Royal Society of Edinburgh für den Zeitraum 1904–1906 ausgezeichnet. Bereits 1904 war er zum Fellow der Royal Society of Edinburgh gewählt worden. 1906 wurde er Mitglied der Royal Astronomical Society. Seit 1901 war er britischer Staatsbürger.
Auf Empfehlung von Sir David Gill und Frank Dyson wurde er 1907 Hauptassistent (Chief Assistant) des damals neu berufenen Direktors des Royal Observatory am Kap der Guten Hoffnung Sydney Samuel Hough. Halm blieb leitender Wissenschaftler des Observatoriums bis zu seiner Pensionierung zwanzig Jahre später. In Südafrika war er maßgeblich am Fortschritt der Astronomie am Anfang des 20. Jahrhunderts beteiligt. Zunächst war er an einem von Gill initiierten Projekt zur Bestimmung des mittleren Abstands von Erde und Sonne beteiligt und widmete sich anschließend der ebenfalls von Gill begonnenen systematischen Durchmusterung des südlichen Sternenhimmels mit astrofotografischen Methoden. Zu seinen Untersuchungen gehörte die systematische Bestimmung der Radialgeschwindigkeit der hellsten Sterne am Südhimmel, und er identifizierte neben zwei bereits bekannten Sternströmen (entdeckt von Kapteyn) einen dritten. Er spielte eine wichtige Rolle beim Nachweis der Existenz eines interstellaren Mediums und war der erste, der eine Masse-Leuchtkraft-Beziehung für Sterne vorschlug. Seine in zwei Veröffentlichungen aus dem Jahr 1935 geäußerten Vermutungen über eine expandierende Erde sowie zur galaktischen Rotverschiebung in einem statischen Universum erwiesen sich wissenschaftlich als nicht haltbar.
Neben seiner wissenschaftlichen Tätigkeit spielte Halm eine wichtige Rolle bei der institutionellen Weiterentwicklung der Astronomie in Südafrika, und er war in mehreren wissenschaftlichen Gesellschaften und Vereinigungen aktiv, so in der Royal Society of South Africa und in astronomischen Vereinigungen.
Nach seiner Pensionierung im Jahr 1927 ließ er sich auf einem Bauernhof in Stellenbosch nieder und lehrte einige Jahre Astronomie an der Universität von Stellenbosch. Als sich die Südafrikanische Union unter Premierminister Jan Christiaan Smuts im Zweiten Weltkrieg den Alliierten anschloss, beendete Halm 1940 seine Mitgliedschaft in der Royal Astronomical Society.

## Schriften (Auswahl)
- J. Halm: On spectroscopic observations of the rotation of the sun. In: Astrophysical Journal. Band 22, 1905, S. 150–153, doi:10.1086/141252.
- S. S. Hough, J. Halm: A spectroscopic determination of the systematic motions of the stars. In: Monthly Notices of the Royal Astronomical Society. Band 70, Nr. 1, 1909, S. 85–103, doi:10.1093/mnras/70.1.85.
- J. Halm: Further considerations relating to the systematic motions of the stars. In: Monthly Notices of the Royal Astronomical Society. Band 71, Nr. 8, 1911, S. 610–639, doi:10.1093/mnras/71.8.610.
- J. K. E. Halm: Present-day problems of astronomy. In: Journal of the Astronomical Society of South Africa. Band 1, Nr. 6, 1925, S. 163–184.
- J. K. E. Halm: An astronomical aspect of the evolution of the earth. In: Journal of the Astronomical Society of South Africa. Band 4, Nr. 1, 1935, S. 1–28.
- J. K. E. Halm: On the theory of an “expanding universe”. In: Journal of the Astronomical Society of South Africa. Band 4, Nr. 1, 1935, S. 29–31.